# Supralibros

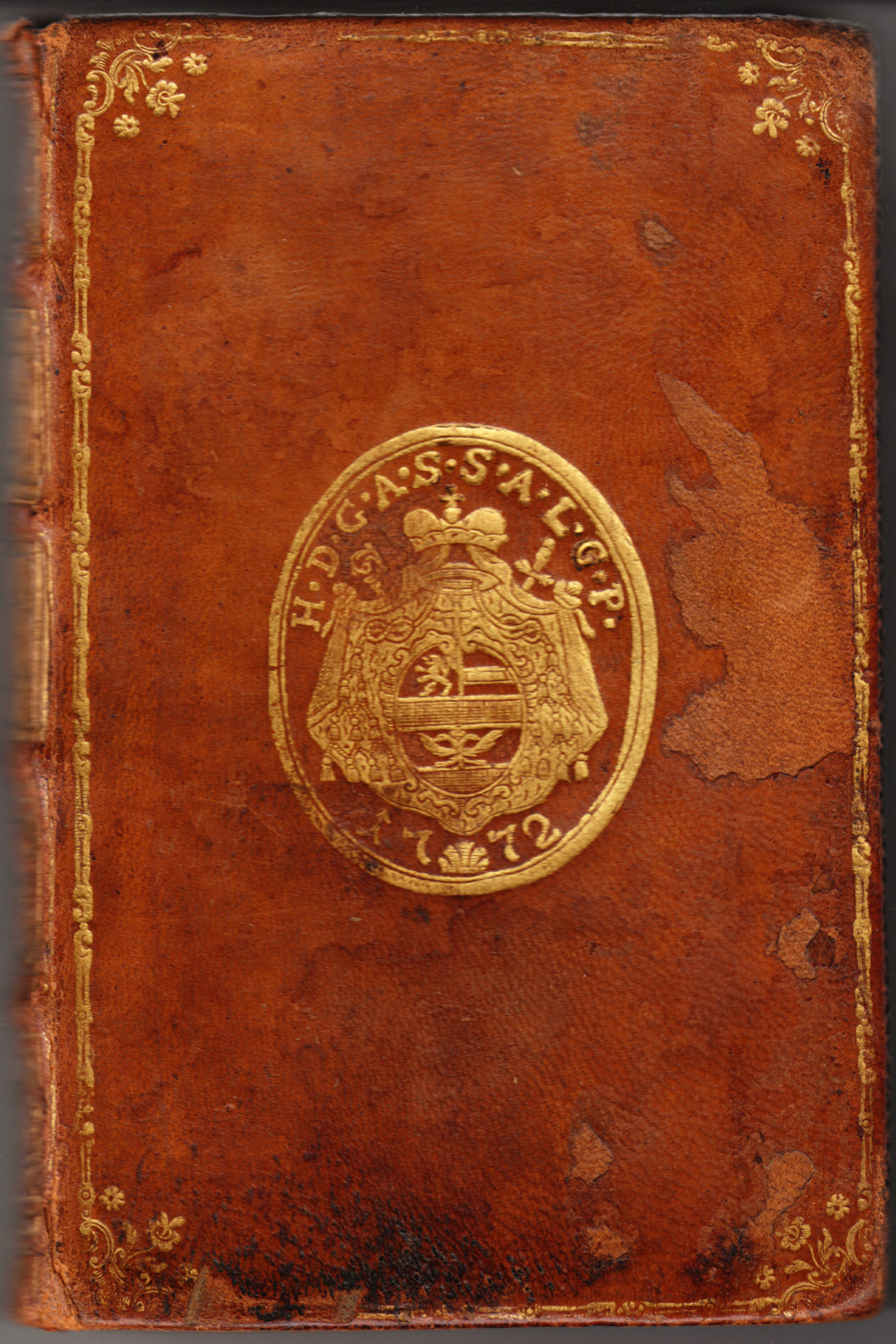
Supralibros met het wapen van Hieronymus van Colloredo, aartsbisschop van Salzburg (1772) op een opvoedingsboekje

Supralibros (uit het Latijnse supra = op en libros = boeken, vierde naamval) is de naam voor een wapenschild of monogram waarmee het bezit van een boek aangegeven wordt. In tegenstelling tot het ex libris, dat zich binnenin het boek bevindt, is het supralibros op de boekband aangebracht.
Supralibros worden met goud- of blindstempeling op de voorzijde van het boek aangebracht, ook wel tevens op de achterzijde, en ook de boekrug heeft soms een klein supralibros. Net als het ex libris is het supralibros een uitdrukking van de trots van de bezitter; naast eigendomsmerk diende het ook als versiering. Supralibros ontstonden in de Renaissance toen er voor het eerst grote privébibliotheken werden gevormd. Na de achttiende eeuw verdween het supralibros geleidelijk, hoewel het ook in de twintigste eeuw wel voorkomt, vooral bij prijsbanden, boeken die door een gemeente of een school werden uitgereikt aan goede leerlingen.
Supralibros kunnen een belangrijk hulpmiddel zijn voor de boekgeschiedenis.